# D'oh!
D'oh!（ドォ）は、アメリカ合衆国のテレビアニメ『ザ・シンプソンズ』の主人公、ホーマー・シンプソンの有名なキャッチフレーズ。ホーマーのキャッチフレーズは2002年版のオックスフォード英語辞典に追加されたとして有名になった。“D'oh!”はホーマーが自傷するときに主に使われる。実際、彼が馬鹿なことをしでかしたときや良くない事が起こった時、もしくは彼自身に良くない事があったときに使われている。家族であるバートやリサ、マギーを含め、両親や兄弟など彼の親族全員がこの言葉を使うことを知っている。時々妻であるマージや家族以外のキャラクターもこのフレーズを使用することがある。

## 起源
原作では“（いらいらして不満を言う）”や公式な幾つかのエピソードのタイトルのつづりに主に用いられている。ホーマー・シンプソン（以後ホーマー）役のダン・カステラネタは最初、ホーマーの感嘆のシーンで“Doooh”と表現した。また、それを示唆する表現をJimmy Finlaysonやスコットランドの役者“Laurel and Hardy”がしていた。　Finalysonは実際“Damn!”という単語を発せず感情を表現した。それをみたカステラネタがアニメの間に適合できるよう、より短く“D’oh!”と発音したのだと作者であるマット・グレイニングは感じた。
ザ・トレーシー・ウルマンショーは1988年11月27日に“Punching Bag（叩かれ役）”の権利をホーマーに与えた。1989年12月17日に公表されたザ・シンプソンズ“Simpsons Roasting on an Open Fire（邦題「シンプソン家のクリスマス」）”の話で、息子のバート・シンプソン（以下、バート）とバートの妹のリサ・シンプソン（以下、リサ）が隠れてホーマーの顔を叩き伏せ、ホーマーをノックアウトした。そのときホーマーは“D’oh!”と始めてリアクションした。

## 種類
- “Jaws Wired Shut”では話の中でなくてはならないホーマーのキャッチフレーズだとしている。また、キャッチフレーズの種類は劇中の幾つかの話の中に表現されている。
- 『シンプソン家のクリスマス』（1989）の回では、サンタの店にいる際、後にホーマーは“Ho-ho-d’oh!”と言った。
- 『バーンズの跡取り』（1994）の回の中で、バーンズはバートの髪の整髪やそれをバートの家族が彼にそうなることを望んでいないと納得するよう試みると確信する。彼はバートが家族に会うことを許可した。実際、役者は有線テレビでバーンズによって隠された。ホーマーがサンドウィッチを落とし“b’oh!”とMichael Caineは叫ぶ演技をした。バートは彼の家族はとても正しいようには見えないとコメントした。そして、バーンズはモニターの電源を切り、あわてて“ホーマー・シンプソンは‘B’oh!’ではなく‘D’oh!’と発言したと言った。”と述べた。ホーマーが再挑戦した際、彼はきわめて正確に(da ohhh)と言って、確かめさせた。
- 『夏の日の出来事』（シーズン6第1話）では、ホーマーが自宅にプールを建設しようとする際、なぜか大きな倉庫を建設してしまう。アーミッシュは“いやぁ立派な納屋だが、プールではねぇな。”とコメントし、これに対してホーマーは“D’oheth!”と反応した（吹き替え版では“D'oh!”となっている）。
- 『バートの象物語』 (1994)　において、家の掃除をしなければならなくなったとき、ホーマーは地下室の掃除を買って出ることで、さっさとその場から抜け出そうとする。誰もがためらい無く賛成するので、ホーマーは不思議がる様子で“D'oooh?”と声を上げた。そして地下室の扉を開け、その酷く散らかった様を目にし、彼は“D'oh!”と声を上げることになった。
  - 同じく『バートの象物語』において、ホーマーが車でシカの像に突っ込む際、ホーマー、リサ、そしてマージが順番に“D'oh!”、“A deer!”、“A female deer!” と言うのだが、これは「ドレミのうた」のパロディーである。
- 『ジイちゃんのお宝を探せ』において、ホーマーの父であるエイブを殺す為に雇われた暗殺者がホーマーのお粗末な変装をして現れた際、エイブが逃げてしまい、その暗殺者は“D'ò!”（“D'oh!”の語尾を切らずに伸ばすバージョン）と声を上げた。
- 『Thirty Minutes Over Tokyo』 (1999)（注：事情により日本では放映無し）において、日本への家族旅行の際、ホーマーは日本語で「しまった、ばかに」（発音上“shimatta-baka-ni”）、英語字幕で“D'oh!”と訳される台詞を言った。ホーマーが普通に“D'oh!”と言った際には、訳されずに日本語字幕に「どっ！」と書かれていた。
- 『ザ・シンプソンズ MOVIE』において、ホーマーはスプリングフィールドが巨大なドームによって取り囲まれていると知った際、“D'ooooooohme!”（ドォ～～～ム！）と叫んだ。
- 日本で放送されたCCレモンのCMでは、ホーマーが家を出ようとしたとき服を着ていないことに気づいて“D'oh!”と発している。

## エピソードタイトル
考案された当初、この単語には公式な表記が無く、代わりに “(Annoyed Grunt)” （いらいらして不満を言う）と書かれていた。この事を認識した上で、幾つかのエピソードのタイトル中には、通常韻と聴こえからして“D'oh!”というフレーズが使われそうな箇所にこの “(Annoyed Grunt)” が使われていたりする。そういったエピソードには以下が挙げられる。
- “I, (Annoyed Grunt)-Bot” - 小説『われはロボット』のパロディ

- "Simpsoncalifragilisticexpiala(Annoyed Grunt)cious"(邦題『メリーポピンズがやって来た!?』) - 映画「メリー・ポピンズ」の作中で歌われる「スーパーカリフラジリスティックエクスピアリドーシャス 」のパロディ

- “E-I-E-I-(Annoyed Grunt)（邦題「汝、禁断の実トマコを食すなかれ」）” - 童謡 “Old McDonald Had a Farm” のパロディ

- “G.I. (Annoyed Grunt)” - 玩具「G.I.ジョー」のパロディ

初期の放送では、クローズドキャプションでよって“D'oh!”と聴こえる箇所で“(Annoyed Grunt)”が表示された。今までの所5つのエピソードのタイトルの中に“D'oh!”が含まれている。
- “D'oh!-in' in the Wind” (邦題『ホーマーのヒッピーはつらいよ』)
- “Days of Wine and D'oh!'ses” (邦題『バーニーの酒とバカの日々』)
- “C.E. D'oh!” (邦題『乗っ取り屋ホーマーの経営道』)
- “We're on the Road to D'oh!where” (Season 17)
- “He Loves to Fly and He D'oh!s” (Season 19)

## 用法
“D'oh!”はシンプソンズのファン、そして特にファンでもない人達によってすら使われる様になった。この言葉は現代英会話においてありふれたものとなり、シンプソンズの影響の大きさを窺わせる。“D'oh”は英語版ウィクショナリー、ウェブスター辞書、“the Macmillan English Dictionary for Advanced Learners”とオックスフォード英語辞典に登録された。『感嘆詞。物事が悪い方向に向かったり、思った通りにいかなかったり、もしくは自身がばかげた言動をしてしまった際の苛つき・失望を直接表す語。同様に、通常軽い侮蔑を込めて、他人のばかげた言動を暗に示す語（「だあ」“Duh”を参照）』と定義されている。オックスフォード英語辞典はこの言葉の由来にシンプソンズによって広められたことを記載しているが、早くとも1945年頃まで遡る使用例も列記している。また、特に“damn”などの多くの罰当たりな言葉・冒涜的発言の緩やかな表現として定着している。
現在のMacOSの起源であるNEXTSTEPには、ビープ音などのシステムサウンドに”Homer”として”D’oh!”が収録されている。
ドイツ語字幕版において、“D'oh!”は“Nein!”（ドイツ語の“No”）と訳されている。また、スペイン語字幕版においては“¡Ou!”となっている。この言葉の発音は、ホーマーと同じ様な抑揚で、スペイン語を言語に持つ多くの国のポップカルチャーにも浸透している。